# Mirna Jukic
Mirna Jukic (Novi Sad, República Federal Socialista de Yugoslavia, 9 de abril de 1986) es una nadadora austriaca especializada en pruebas de estilo braza, donde consiguió ser medallista de bronce olímpica en 2008 en los 100 metros.

## Carrera deportiva
En los Juegos Olímpicos de Pekín 2008 ganó la medalla de bronce en los 100 metros braza, con un tiempo de 1:07.34 segundos, tras la australiana Leisel Jones (récord olímpico con 1:05.17 segundos) y la estadounidense Rebecca Soni.